# Église Notre-Dame d'Alleaume
Pour les articles homonymes, voir Église Notre-Dame.
L'église Notre-Dame d'Alleaume est un édifice catholique du XIe siècle remaniée notamment au XVIIIe siècle, qui se dresse sur l'ancienne commune française d'Alleaume, dans le département de la Manche, en région Normandie. L'édifice est inscrit au titre des monuments historiques.

## Localisation
L'église Notre-Dame, entourée par le cimetière avec son if funéraire, est située à Alleaume aujourd'hui rattachée à la commune de Valognes, dans le département français de la Manche.

## Description

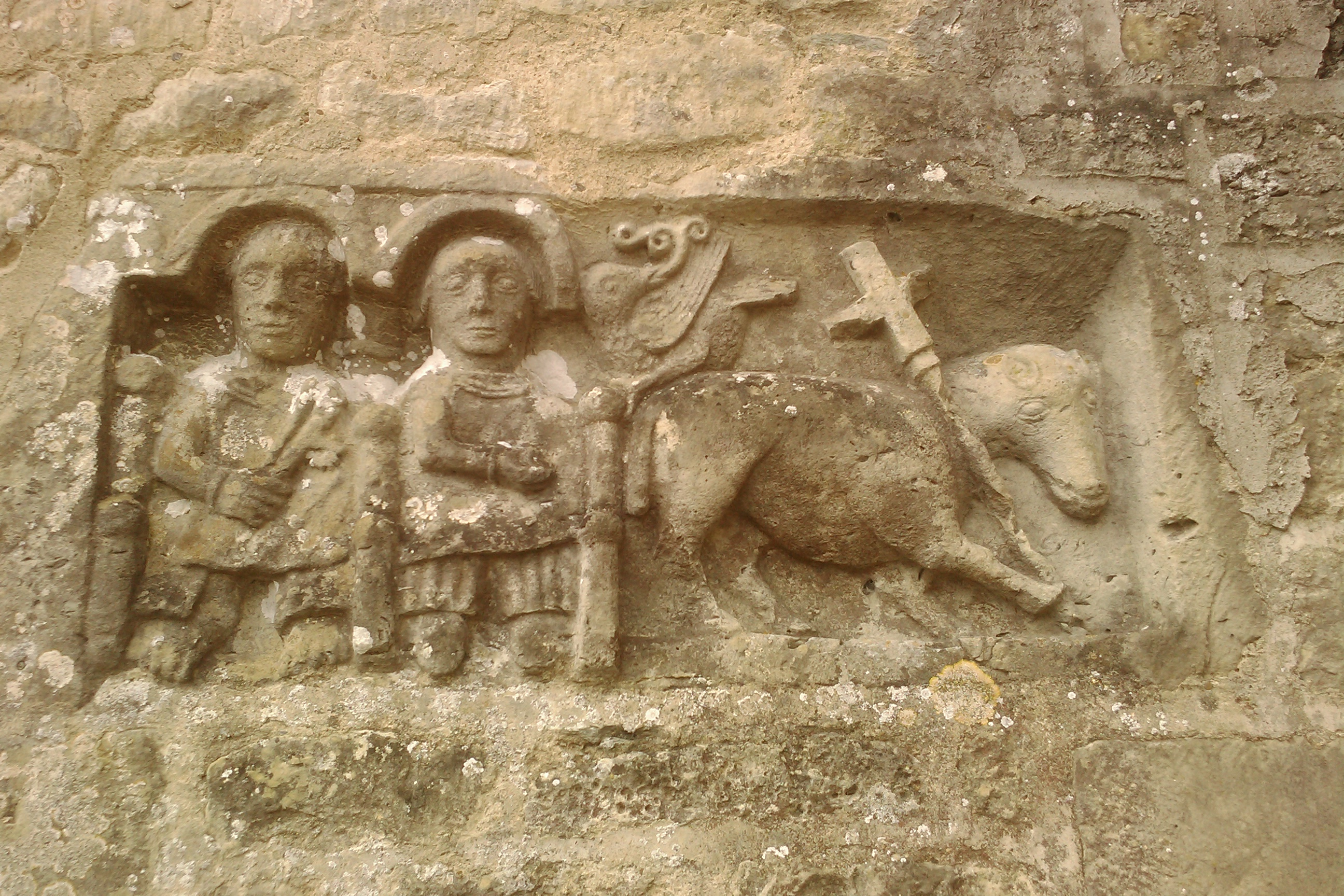
Le linteau sculpté.

L'église qui a conservée une partie romane, a été fortement remaniée du XIIIe au XVIIIe siècle, avec notamment sa façade qui porte la marque du XVIIIe siècle.
L'église se compose d'un chœur de deux travées à chevet plat, un transept, et une nef.
Il subsiste, au dessus d'une porte murée qui donnait sur le croisillon sud, un linteau sculpté du XIe siècle, qui serait le plus ancien vestige roman du Cotentin (vers 1040-1050), sur lequel sont figuré les apôtres Pierre et Paul, l'agneau mystique tenant la croix, avec la colombe de l'Esprit sain,,.

## Protection
L'église est inscrite au titre des monuments historiques par arrêté du 18 mars 1993.

## Mobilier
L'église abrite, un autel, un monumental retable du XVIIIe siècle, avec quatre statues de la manufacture de Valognes, avec du kaolin des Pieux, exécutées par Moreau en 1808, une grille du sanctuaire, ainsi qu'une Vierge à l'Enfant du XVe siècle.